# Canal de Keitele
Le canal de Keitele (finnois : Keiteleen kanava) est une route lacustre d'environ 45 km de long en Finlande centrale.

## Description
Le canal relie le lac Päijänne et le lac Keitele formant ainsi une voie navigable de 400 km entre Lahti à l'extrémité sud jusqu'à la municipalité de Pielavesi au nord.
Les mouvements sur le canal sont limités par les ponts, dont le plus bas, le pont ferroviaire de Paatelanlahti à l'extrémité nord du canal limite la hauteur des bateaux à 4,8 mètres.

## Parcours du canal
Le parcours du canal de six lacs (Keitele, Kuhnamonjärvi, Vatianjärvi, Saraavesi, Leppävesi et Päijänne) ainsi que de cinq écluses en libre-service,.
Le trajet fait 45 kilomètres de long et le dénivelé est supérieur à 21 mètres.

## Écluses
Les écluses du canal sont conçues pour recevoir des bateaux d'un tirage maximal de 2,4 m, d'une longueur maximale de 110 m et d'une largeur maximale de 11,8 m. Les écluses sont des écluses en libre-service, et sont ouvertes de mai à septembre (à temps partiel ou sur réservation en octobre). Ils peuvent également être contrôlés à distance.
Les écluses du sud au nord sont:

### Écluse de Vaajakoski

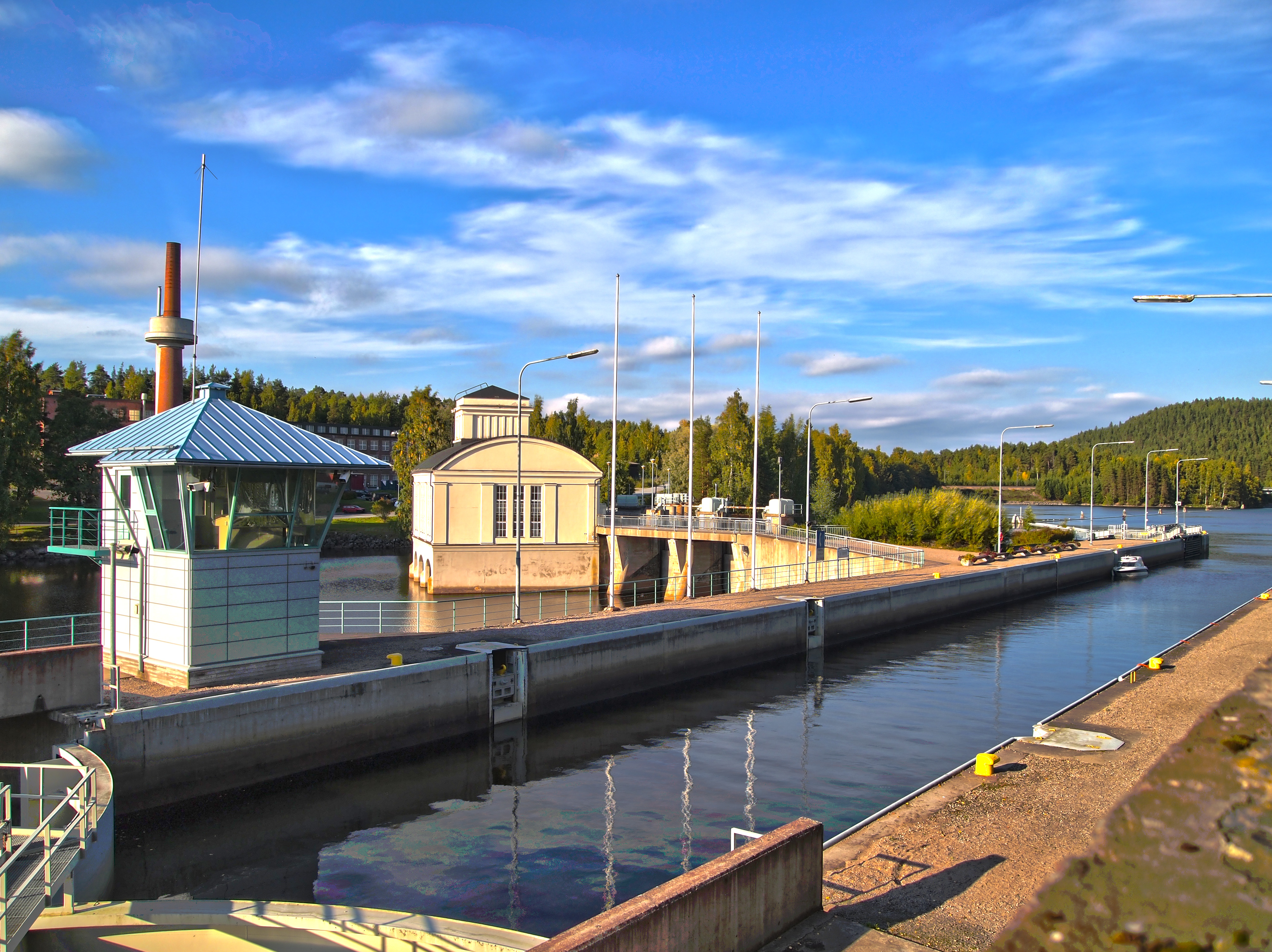
Canal de Vaajakoski

L'écluse de 250 m de longueur relie le Päijänne au Leppävesi, son dénivelé est de 2,50 m-2,65 m, son altitude 80,2 m, la hauteur maximale de mât 5,5 m,.

### Écluse de Kuhankoski
L'écluse de 750 m de longueur relie Leppävesi et Saraavesi, le dénivelé 4,00 m–4,10 m, l'altitude 84,2 m, hauteur de mât 3,5 m,.

### Écluse de Kuusaa

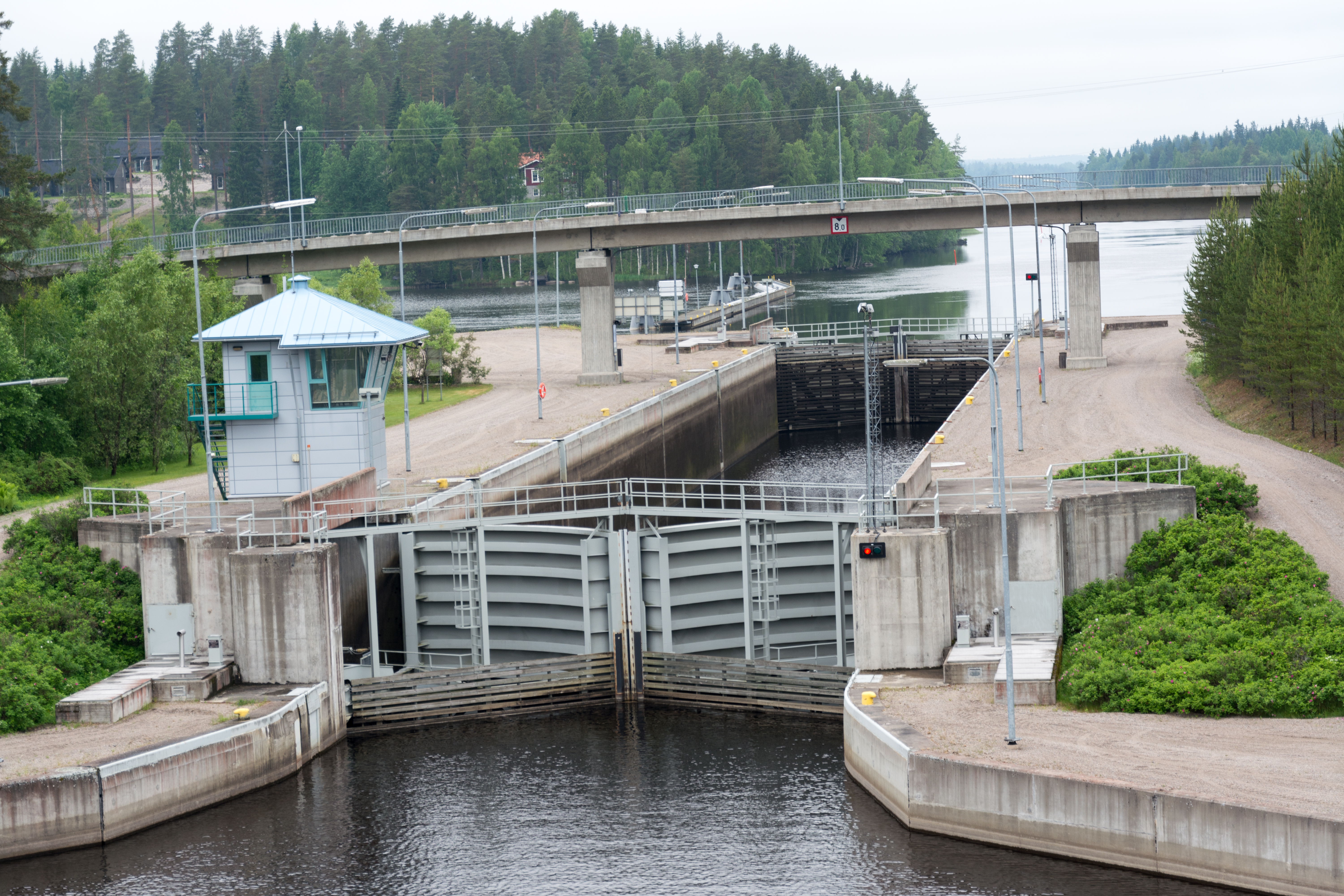
Écluse de Kuusaa.

Longue de 350 m, elle est entre Saraavesi et Vatianjärvi, le dénivelé 3,90 m-4,10 m, hauteur du mât 3,5 m,.

### Écluse de Kapeenkoski
Le canal est long de 300 m et l'écluse de 110m. Elle est entre Vatianjärvi–Kuhnamo à une altitude  de 91 m, d'un dénivelé 2,70-3,00 m, la hauteur du mât est 3,5 m,.

### Écluse de Paatela

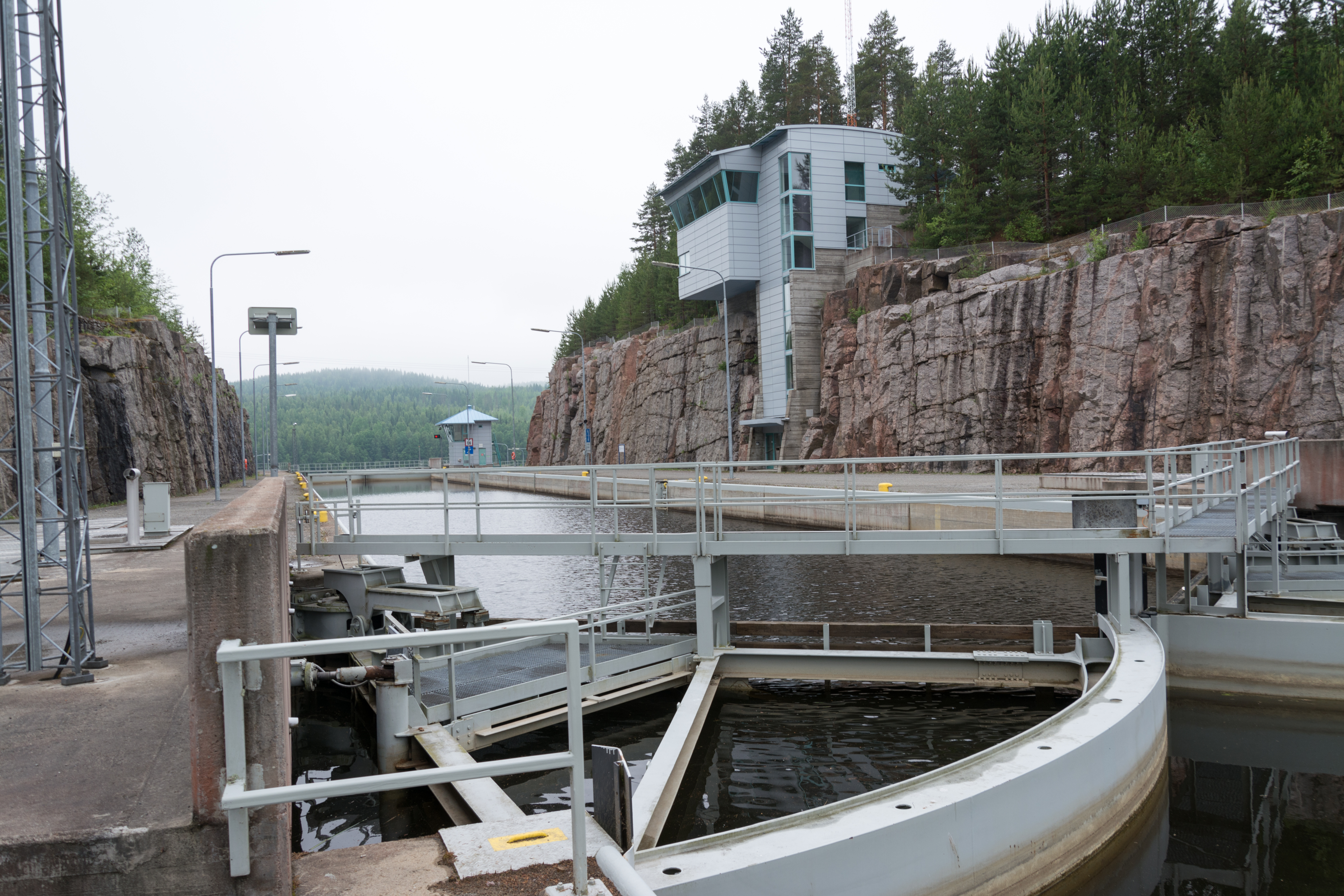
Écluse de Paatela.

L'écluse a une longueur de 110 m et le canal de 500 m, l'altitude est de 98,8 m. Le dénivelé 7,40-7,85 m et la hauteur du mât 3,5 m,.